# Primăria din Viena

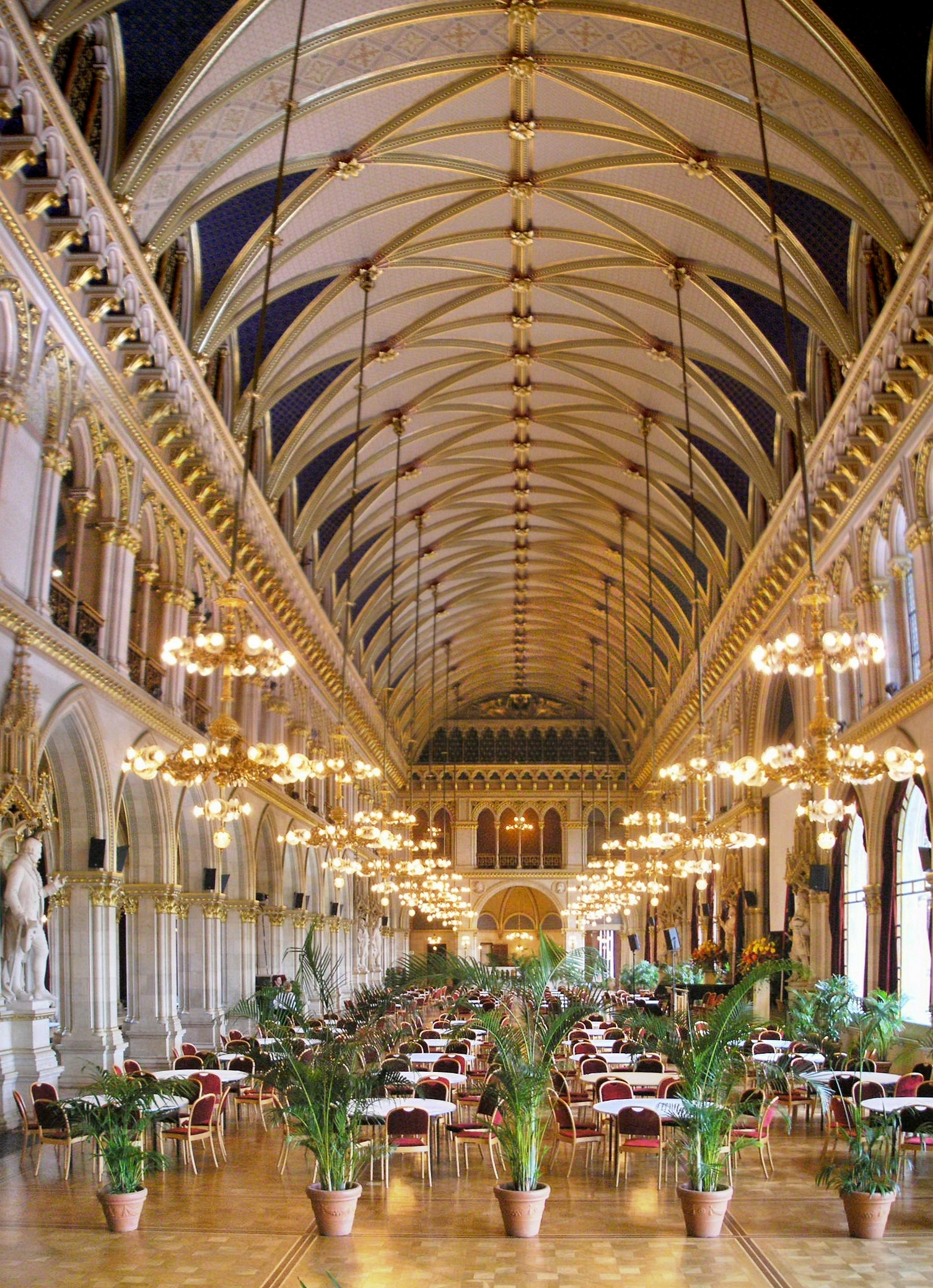
Principala sală de festivităţi

Primăria din Viena (în germană Wiener Rathaus) este o clădire din Viena, care servește ca sediu al primarului și al consiliului orășenesc al capitalei Austriei. Primăria servește și ca sediu al guvernatorului și al Adunării (Landtag) landului Viena, stat al sistemului federal austriac.

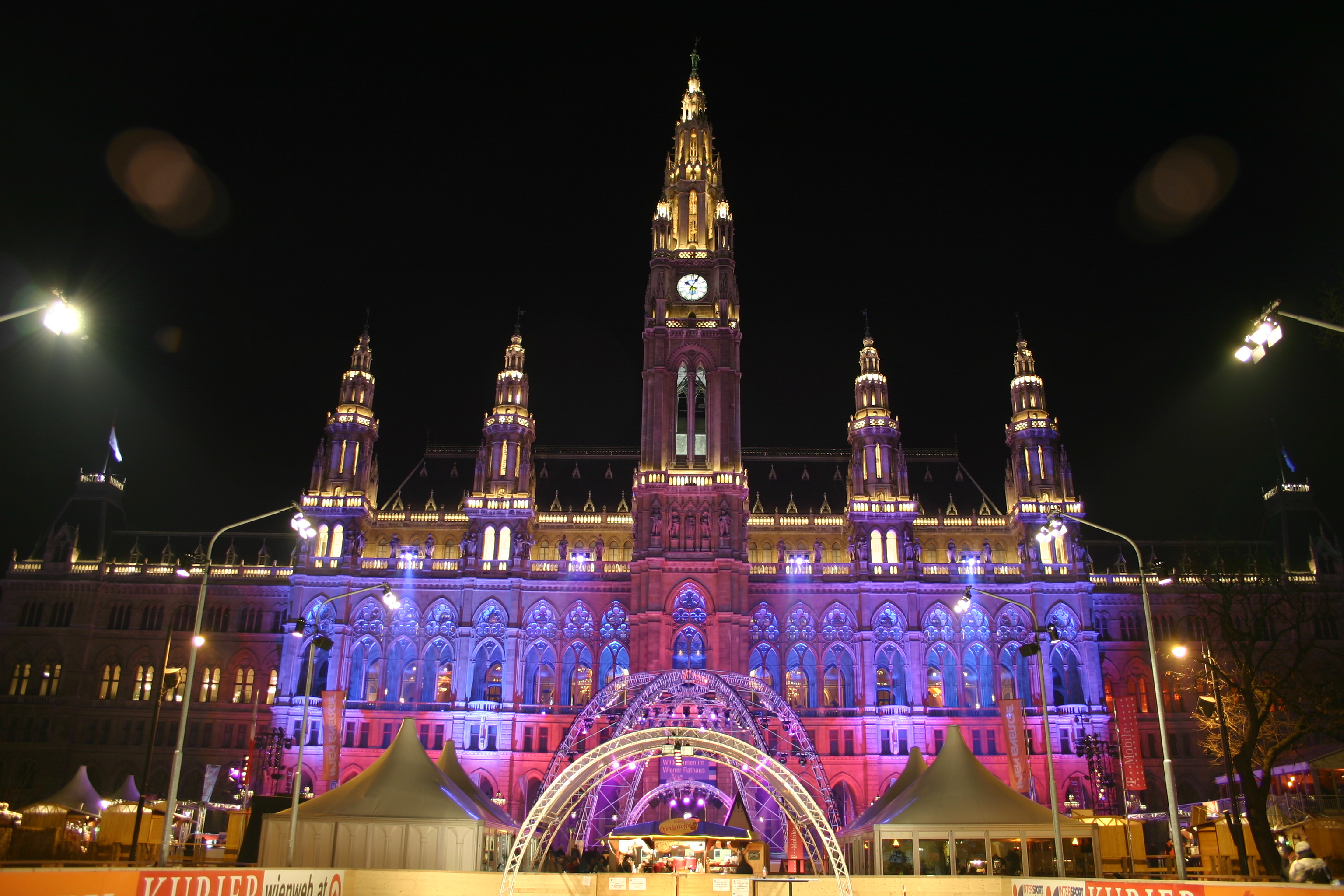
Vedere nocturnă a primăriei (2005)

## Istoric
Clădirea primăriei a fost proiectată în stil neogotic de Friedrich von Schmidt, fiind construită între anii 1872 și 1883. În vârful turnului central se află Rathausmann, unul dintre simbolurile Vienei. În fața primăriei se întinde un parc mare denumit Rathauspark. Primăria găzduiește, de asemenea, și restaurantul istoric Wiener Rathauskeller. Restaurantul tradițional este format din mai multe săli în stil baroc, care oferă mâncăruri tradiționale vieneze cu ocazia diferitelor festivități.

## Lucrări de renovare
Lucrările de renovare finalizate recent (2000) includ redeschiderea salonului Ziehrer în stil neo-baroc și a sălii Lanner-Lehar reproiectate și decorate cu picturi murale de către artistul german Rainer Maria Latzke. La 27 septembrie 2012 au demarat o nouă serie de lucrări de renovare estimate la circa 35 de milioane de euro și prevăzute a fi finalizate în anul 2023; lucrările se vor efectua în 11 etape și vor afecta o suprafață de 40.000 m². 

## Imagini

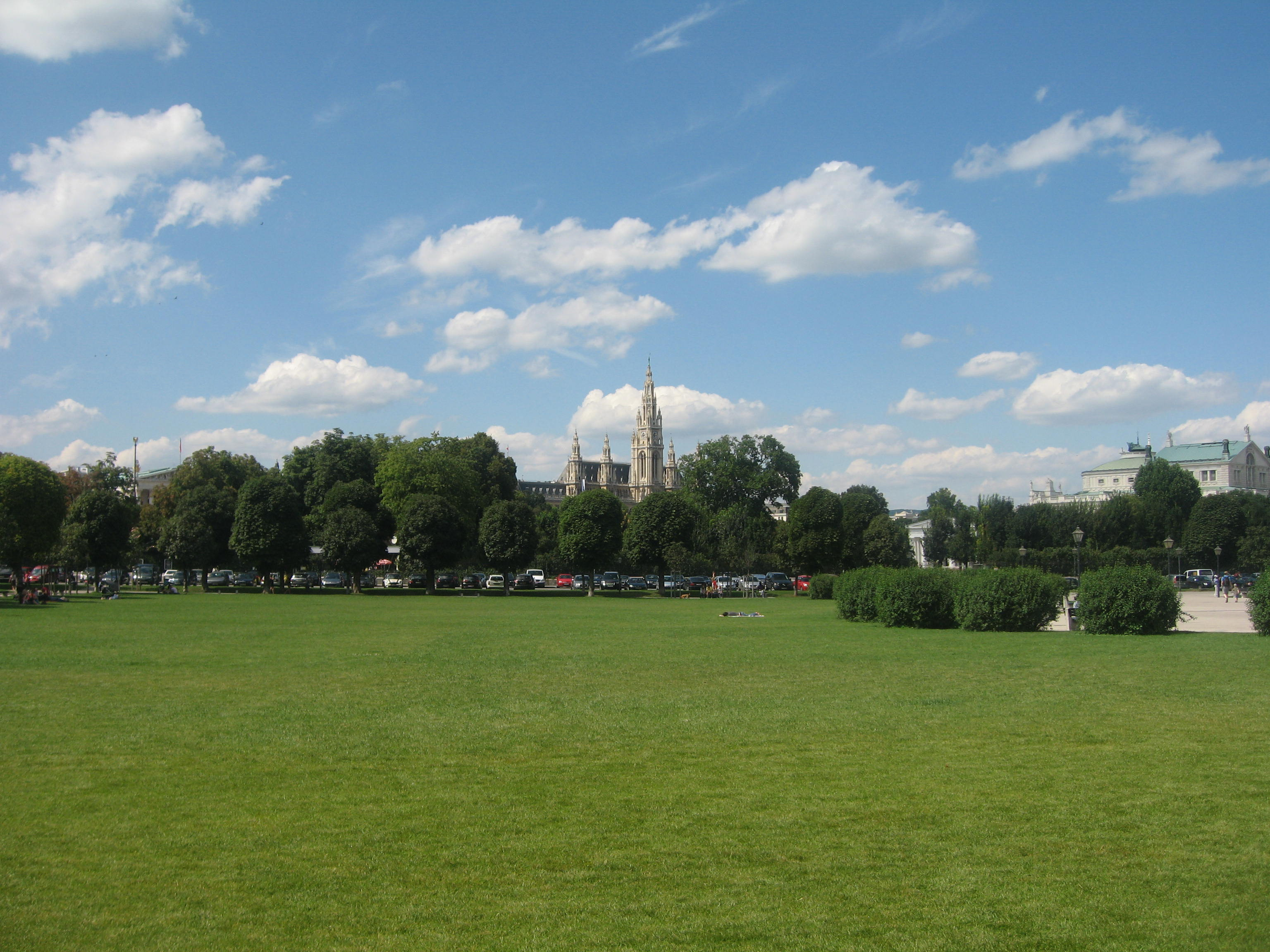
Clădirea primăriei văzută din Heldenplatz
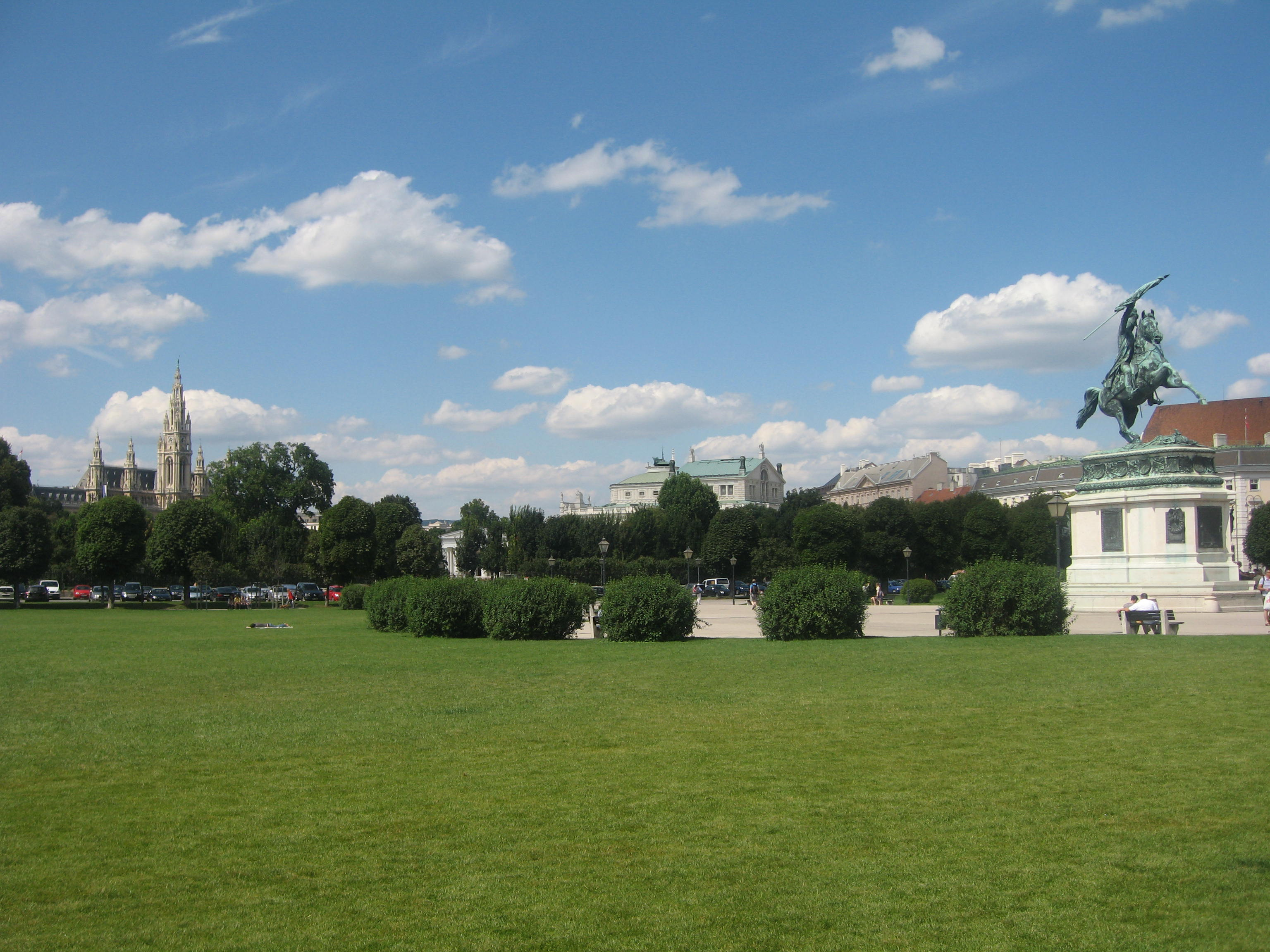
Clădirea primăriei văzută din Heldenplatz; în dreapta imaginii este statuia arhiducelui Carol
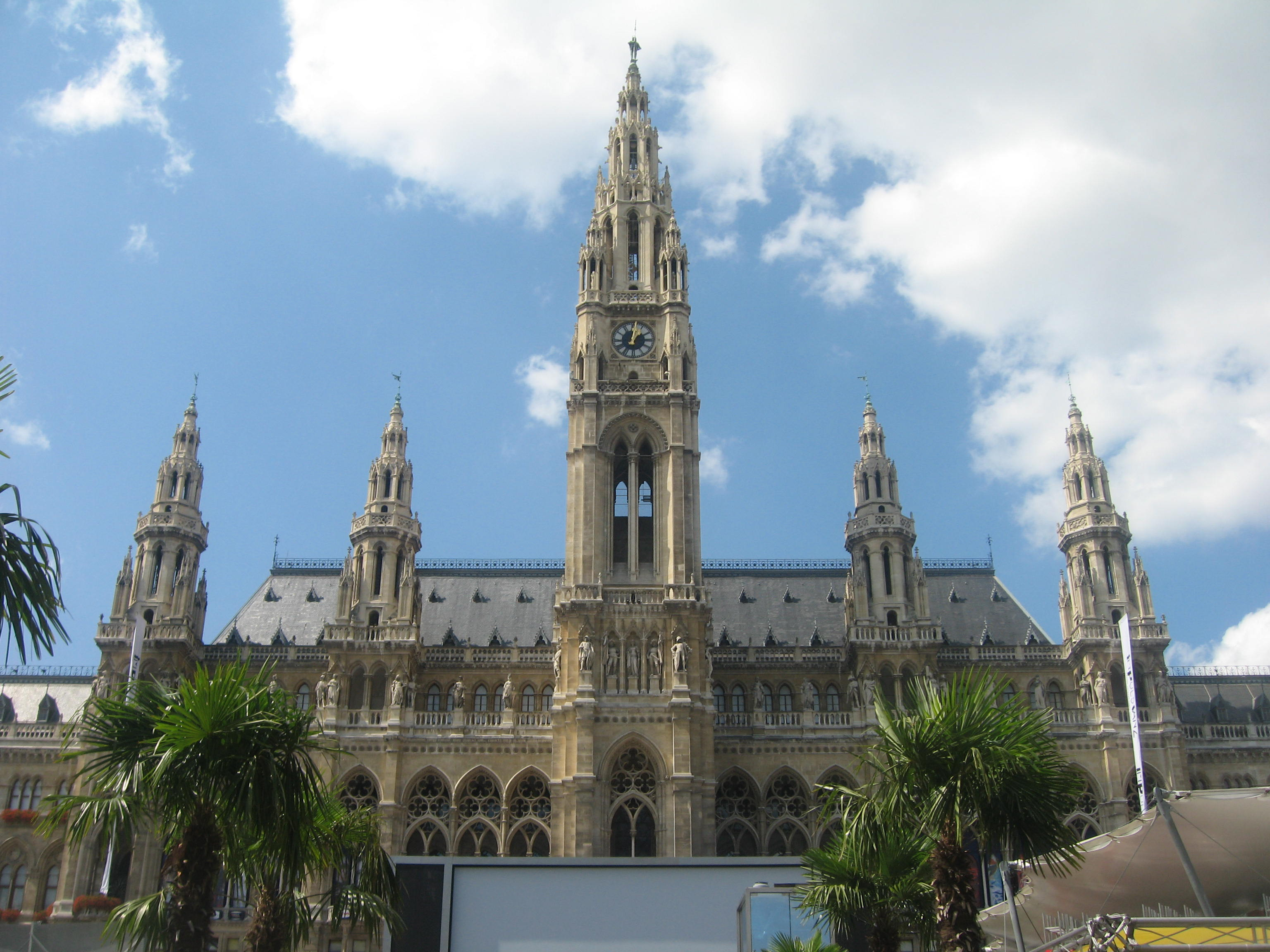
Clădirea primăriei
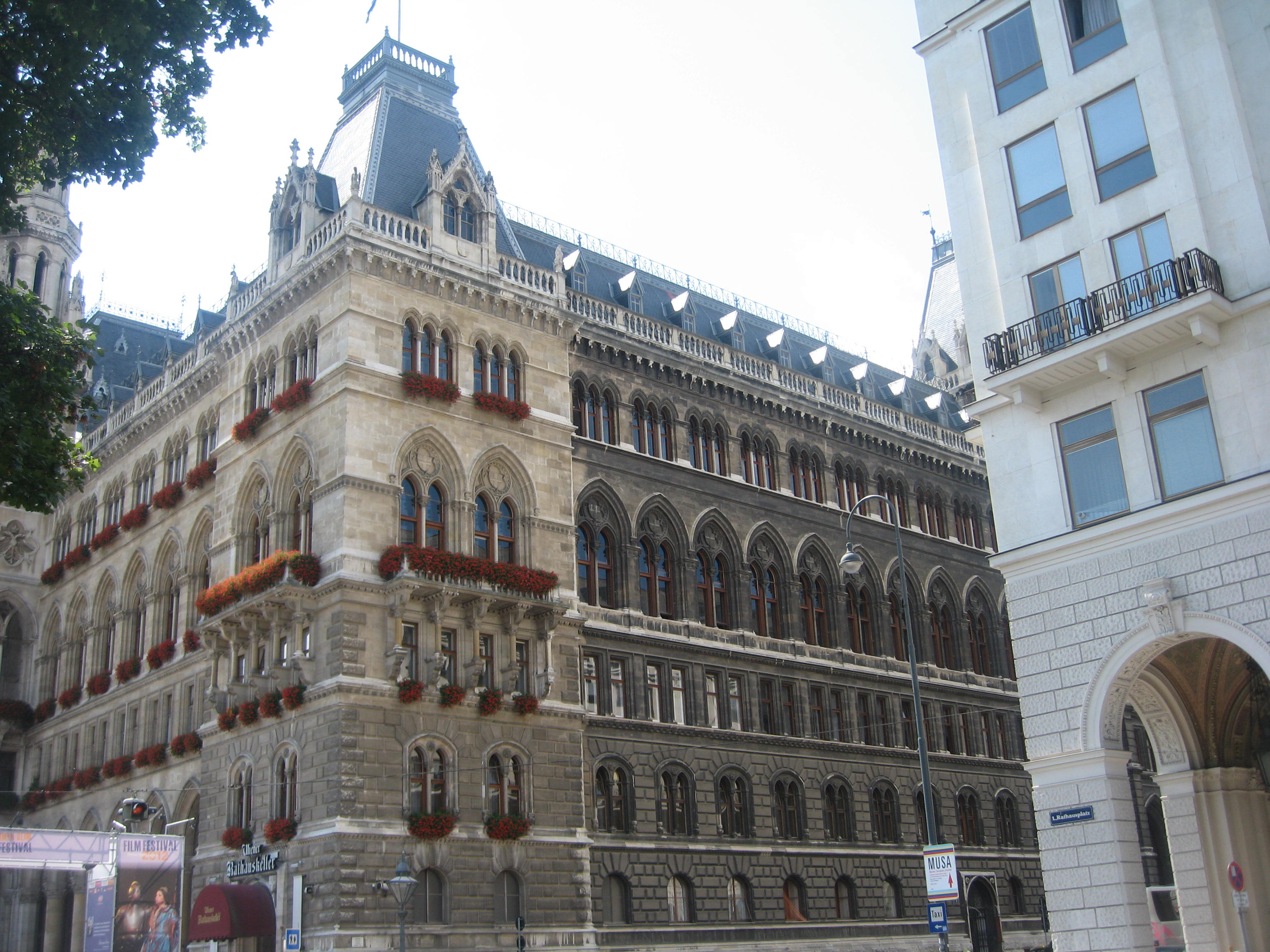
Vedere laterală